# Station Ailly-sur-Noye
Station Ailly-sur-Noye is een spoorwegstation in de Franse gemeente Ailly-sur-Noye.

## Treindienst
| Serie | Treinsoort | Route                                                   | Bijzonderheden |
| ----- | ---------- | ------------------------------------------------------- | -------------- |
| C 10  | TER (SNCF) | Paris-Nord – Creil – Ailly-sur-Noye – Longueau – Amiens |                |